# Przesławki (Varmia y Masuria)
Przesławki [pronunciación en polaco: /pʂɛˈswafki/] (en alemán: Präslauken) es un pueblo ubicado en el distrito administrativo de Gmina Dubeninki, dentro Condado de Gołdap, Voivodato de Varmia y Masuria, en Polonia del norte, cercano a la frontera con el Kaliningrad Oblast de Rusia. Se encuentra aproximadamente a 16 kilómetros al noreste de Dubeninki, a 31 kilómetros  al este de Gołdap, y a 162 kilómetros al noreste de la capital regional Olsztyn.
Antes de 1945, el área fue parte de Alemania (Prusia Oriental).